# Galium friedrichii
Galium friedrichii  (лат.) — вид двудольных растений рода Подмаренник (Galium) семейства Мареновые (Rubiaceae). Таксономическое название было опубликовано группой ботаников в 2001 году.
Таксономический эпитет дан в честь Фридриха Эрендорфера, австрийского ботаника, исследователя мареновых.

## Распространение, описание
Эндемик Балеарских островов (Испания). Встречается на Ибице и Форментере.
Гемикриптофит. Многолетнее растение, генетически очень близкое виду Galium crespianum J.J. Rodr.. Стебель стелющийся или приподнимающийся. Листья голые, линейно-ланцетные, часто также серповидные, размером 15—70×1.5—4 мм. Соцветие — венчик, несёт цветки белого цвета.
Число хромосом — 2n=44.

## Синонимы
Синонимичные названия:
- Galium firmum subsp. balearicum (Knoche) Malag.
- Galium firmum f. balearicum Knoche